# Ea (dieu)
Pour les articles homonymes, voir EA.
Enki
Ea ou Aya (dans les langues sémitiques antiques comme l'akkadien), connue sous le nom d'Enki dans les textes sumériens, est une des grandes divinités de la Mésopotamie antique et plus largement du Proche-Orient ancien. Ce personnage mythologique est peut-être apparu de la rencontre de deux figures, une divinité d'origine sémitique et une autre d'origine sumérienne, les attributs de la seconde ayant manifestement pris le dessus par la suite.
Ea/Enki est considéré comme le maître des eaux douces souterraines (Abzu), le dieu sage par excellence, maître de nombreux savoirs-faire, qui préside aux arts et aux techniques, à la magie et à l'exorcisme. Dans les récits mythologiques, c'est une divinité très importante, qui intervient à plusieurs reprises en tant que créateur ou conseiller, et aide lors des situations de crise que rencontrent les autres grandes divinités. Son rôle de créateur culmine dans la création de l'homme, relatée dans plusieurs mythes dans lesquels il joue toujours un rôle majeur.
Il était vénéré en Mésopotamie, notamment dans la ville d'Eridu dont il était le patron, et disposait de sanctuaires dans de nombreuses villes. Son culte a connu un grand succès durant l'Antiquité, puisqu'il est attesté jusqu'en Anatolie et au Levant durant la seconde moitié du IIe millénaire av. J.-C.

## Étymologies
Le terme Ea était interprété par les anciens Mésopotamiens comme dérivé du sumérien signifiant « Maison de l'eau » (É.A). Il est possible qu'il faille plutôt lui chercher une origine sémitique, liée à la racine /*hy(y)/, signifiant « vivre » ou « exister », qui se rapproche le plus de son nom en pays proprement sémitique (A.u à Ebla, Aya à Mari). Cette racine indique peut-être qu'à l'origine il était une divinité sémitique conçue comme un dieu créateur, la « vie » divinisée, ou bien une divinité agraire, son nom étant proche d'un autre signifiant un type de « grain »,.
Le nom de la divinité sumérienne Enki peut être décomposé en sumérien entre en, « Seigneur », et ki, souvent traduit par « Terre », mais qui désigne en fait l'« En-Bas », le monde souterrain situé sous la surface de la terre, contrepartie du Ciel (an). Enki est en effet le dieu des eaux souterraines, qui, selon la cosmologie mésopotamienne, coulent entre la surface de la terre et les Enfers, espace nommé l'« Abîme » (abzu/Apsû). Il apparaît également dans des textes en sumérien sous les noms Nudimmud et Ninshiku.

## Un des grands dieux du Proche-Orient ancien

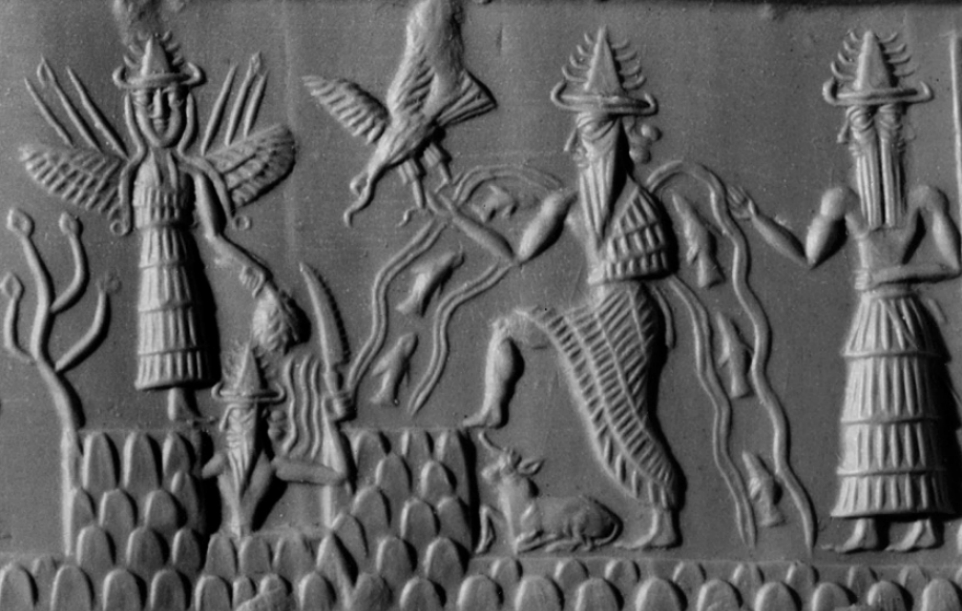
Empreinte de sceau-cylindre de la période d'Akkad représentant le dieu Ea sous sa forme courante, avec la tiare à cornes symbolisant la divinité et les eaux jaillissant au-dessus de ses épaules indiquant sa fonction de dieu des eaux douces souterraines, aux côtés de son vizir Ushmu (droite) et des divinités Ishtar et Shamash (à gauche).

Quelles que soient ses origines, Ea est en premier attesté sous sa forme Enki en pays sumérien, où il dispose de son lieu de culte majeur à Eridu. Comme les autres grandes divinités de cette région, quand le peuple sumérien disparaît au plus tard aux alentours de 2000 av. J.-C. et que la Basse Mésopotamie devient un pays complètement sémitisé, il est surtout connu sous son nom Ea, mais il garde les mêmes attributs. En tout état de cause, si jamais il s'avère que la figure d'Ea serait née de la rencontre entre une divinité d'origine sumérienne et une autre d'origine sémitique, il est impossible de définir quels aspects lui viennent de la seconde. Suivant la généalogie présente dans les mythes mésopotamiens, il est le fils d'An/Anu (le Ciel) et de la déesse-mère Nammu, le frère d'Enlil, le roi des dieux ; sa parèdre est la déesse Damgalnuna/Damkina (assimilée à Ninhursag), avec qui il a une progéniture nombreuse (Nanshe, Asarluhi, Nusku, Enbilulu). Les théologiens de Babylone font de leur dieu Marduk le fils d'Ea, lui conférant plusieurs de ses traits et ceux d'un de ses autres fils, le dieu de l'exorcisme Asarluhi. Parmi sa « cour » qui l'aide dans ses fonctions, le personnage le plus important est son vizir Isimud/Ushmu, le dieu aux deux visages,,.
Hors de Mésopotamie, ce dieu est attesté à Ebla dès le XXIVe siècle av. J.-C., ainsi qu'à Mari au début du IIe millénaire av. J.-C., dans les pays où il est connu sous le nom Aya même si l'influence mésopotamienne fait qu'il reprend les caractères d'Enki/Ea,. Il ne faut alors pas le confondre avec la déesse mésopotamienne Aya, parèdre du dieu-soleil Shamash. Ea est également très populaire parmi les Hourrites qui dominent la Haute Mésopotamie et une grande partie de la Syrie au cours du IIe millénaire av. J.-C., et il est intégré dans leur mythologie. C'est par la Syrie du nord qu'il atteint l'Anatolie hittite où il s'affirme comme une divinité importante, étant cité régulièrement dans les listes de dieux des traités hittites et célébré dans des fêtes. À la même période, il est également une divinité importante dans la ville élamite de Suse (sud-ouest de l'Iran actuel), qui est sous une forte influence mésopotamienne. Dans ce pays, il est assimilé au grand dieu Napirisha, qui est lui aussi associé aux eaux souterraines.

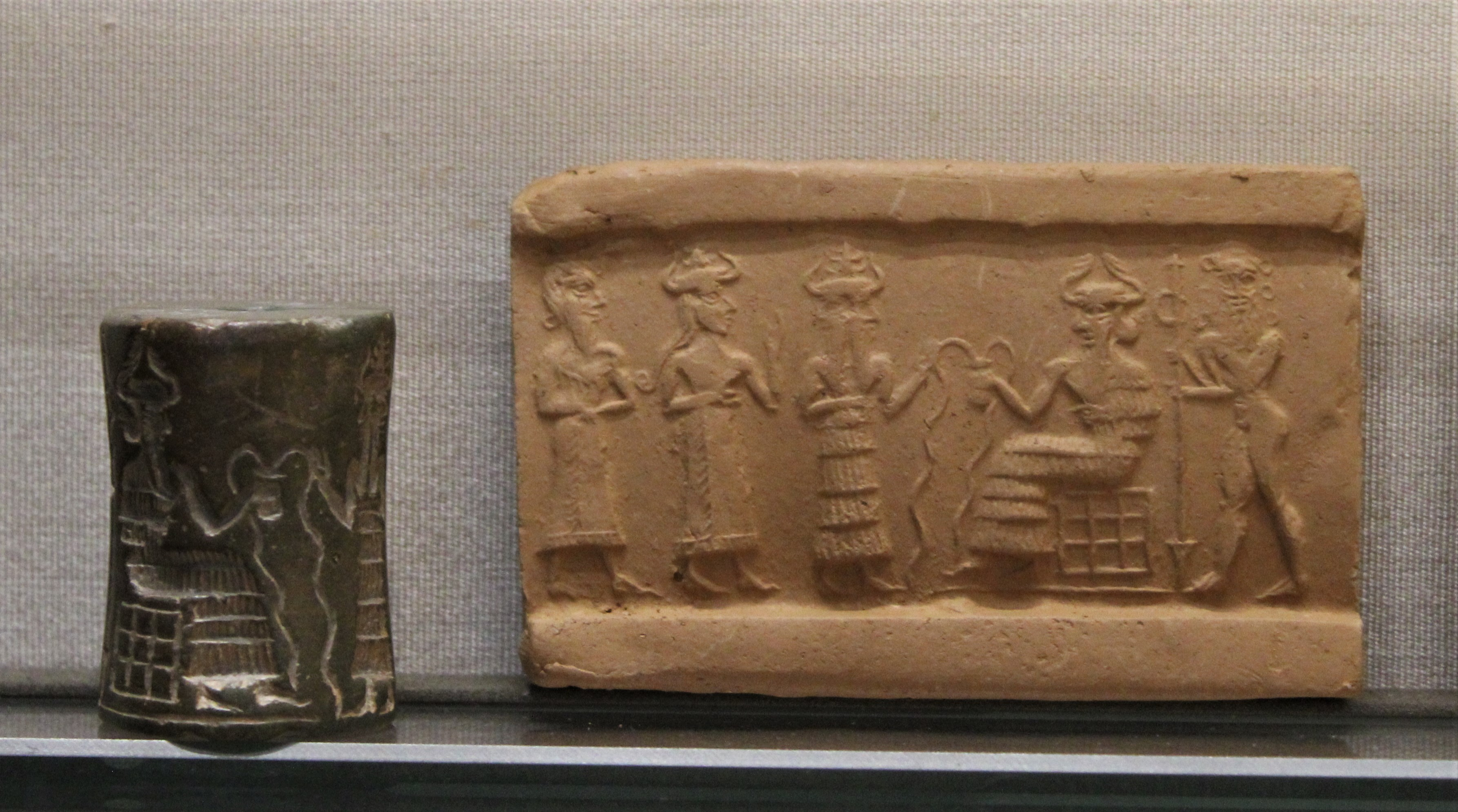
Sceau-cylindre en marbre, représentant Enki/Ea, avec un personnage héroïque derrière lui et par devant son assistant à deux visages, Ushmu, qui introduit une déesse personnelle conduisant l'orant, propriétaire du sceau. Musée du Louvre.
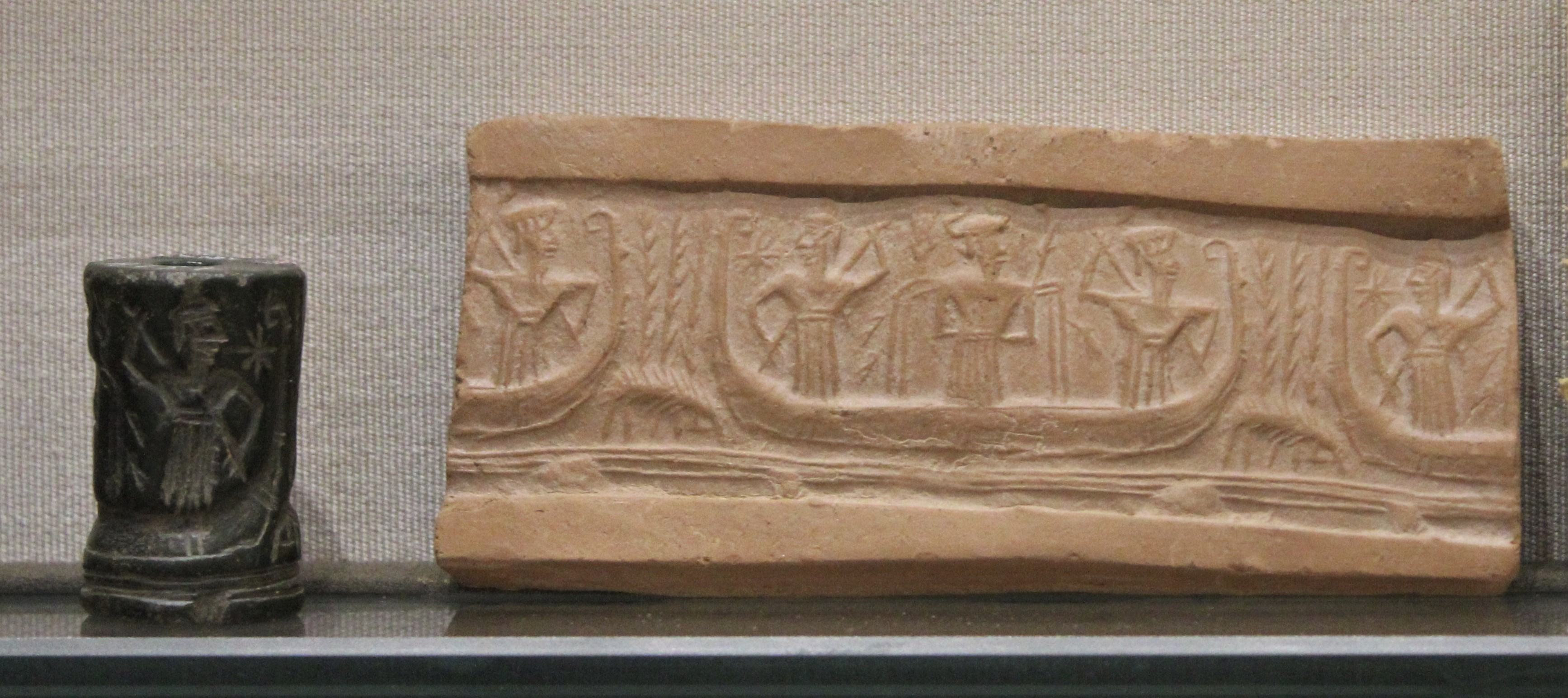
Sceau-cylindre en jaspe vert, représentant Enki/Ea sur une barque qui navigue dans son domaine de l'Abîme. Musée du Louvre.
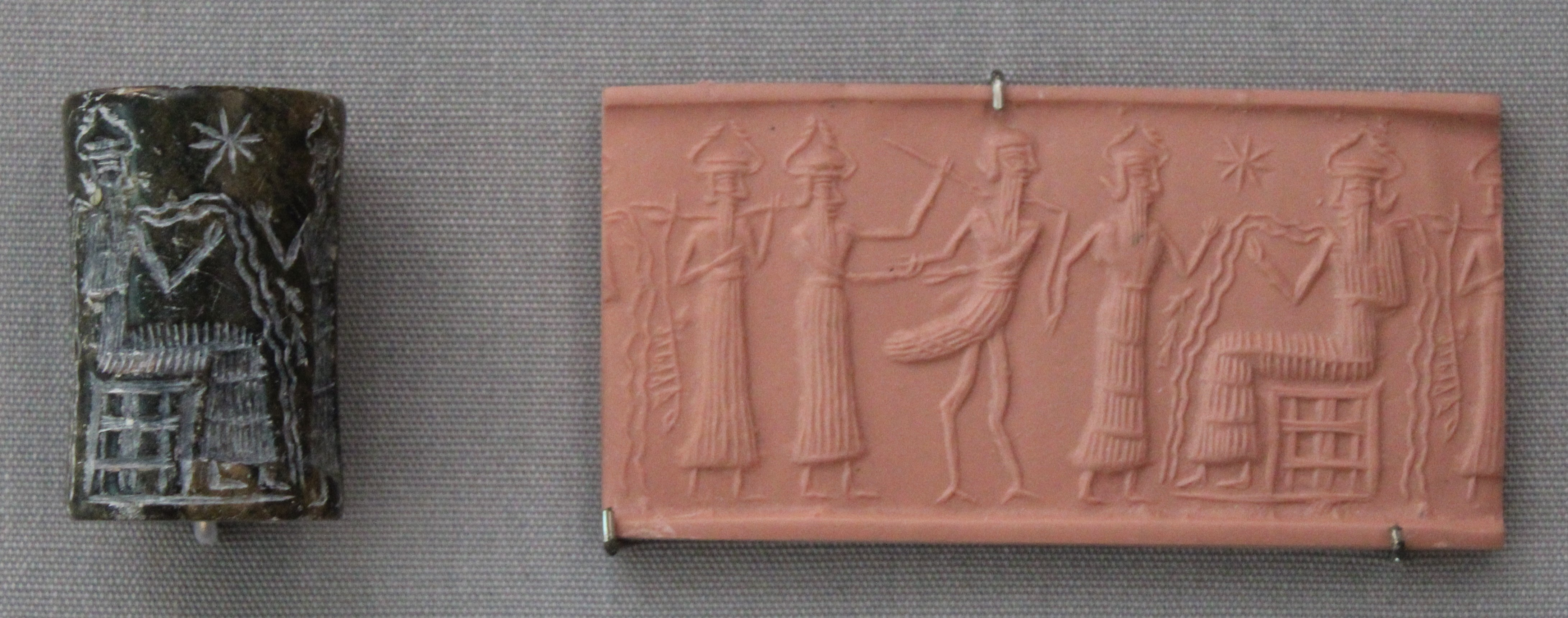
Sceau-cylindre en serpentine. Des divinités conduisent auprès d'Enki/Ea l'oiseau Anzu, qui, selon la mythologie mésopotamienne, avait dérobé les tablettes du destin. British Museum.

## Le dieu des eaux souterraines

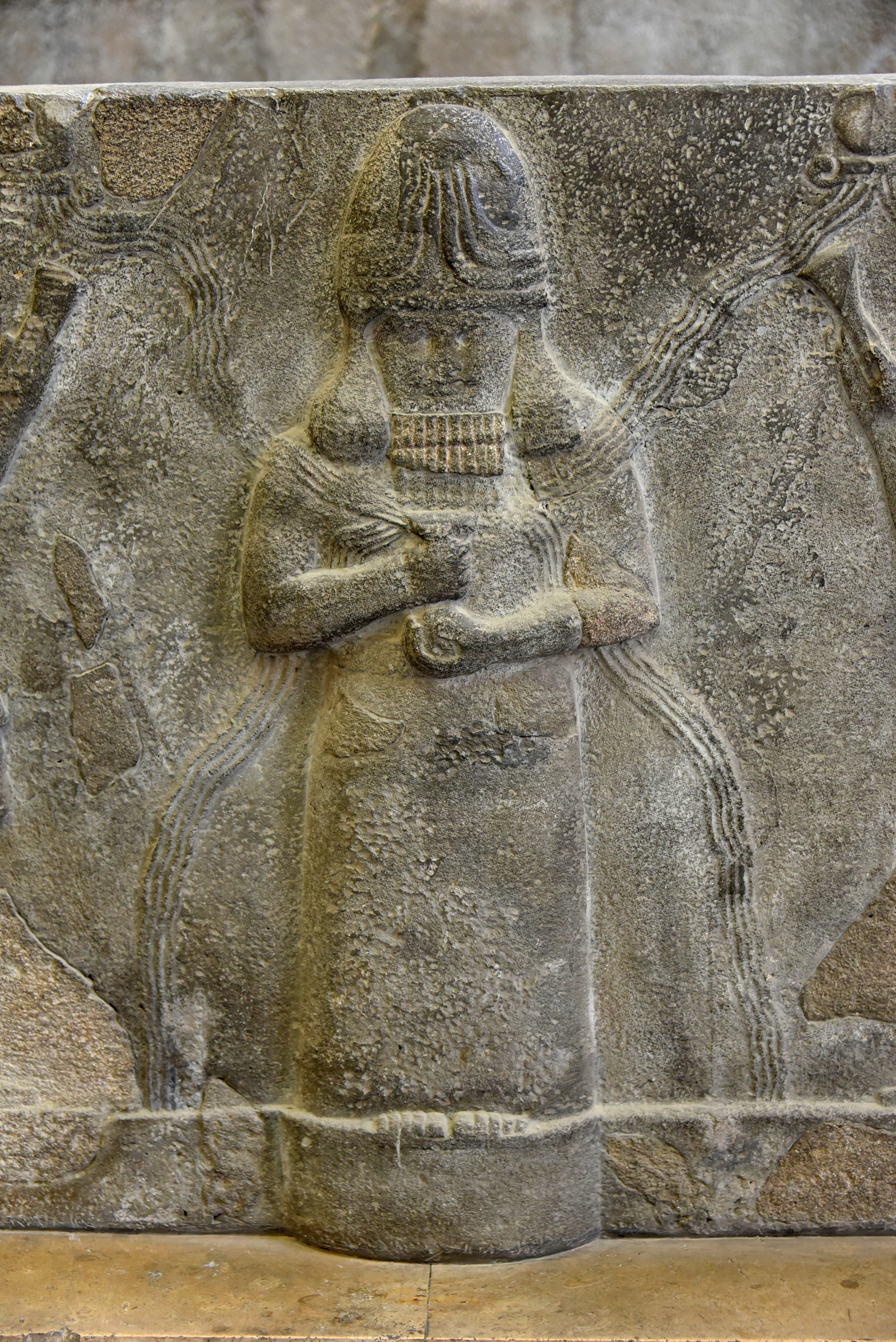
Dieu tenant un vase aux eaux jaillissantes, détail du bas-relief d'un bassin cultuel mis au jour à Assur, Pergamon Museum.

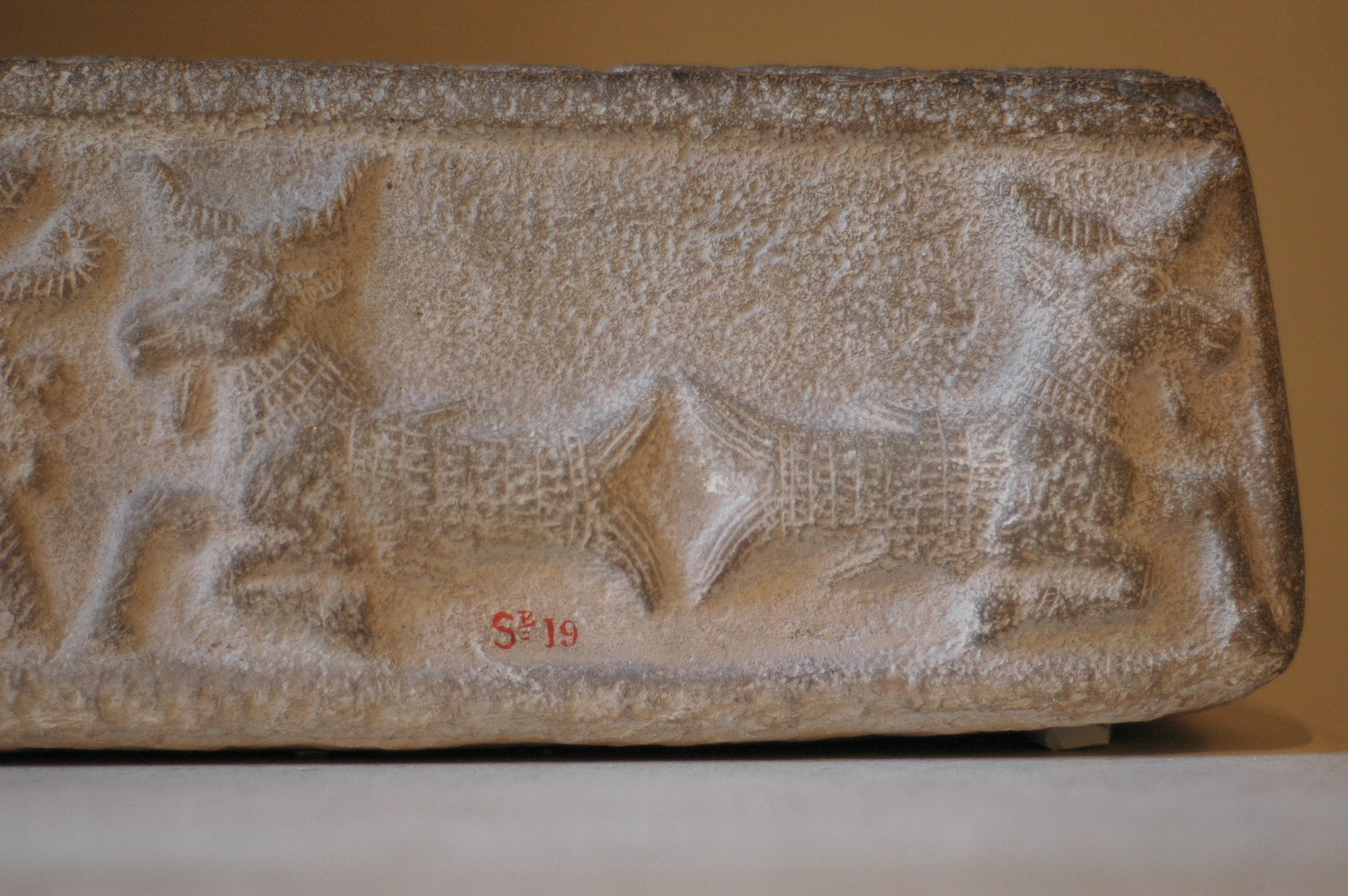
Poisson-chèvre : animal lié à l'abîme des eaux douces, domaine du dieu Ea. Détail d'un bassin cultuel trouvé à Suse, seconde moitié du Musée du Louvre.

Ea a le caractère d'une divinité des eaux, plus précisément le dieu des eaux douces souterraines, l'Abzu/Apsû (ou Engur), l'« Abîme » se trouvant sous la surface de la terre, correspondant sans doute à la nappe phréatique si présente en Basse Mésopotamie. C'est là qu'il réside, dans un palais souvent figuré comme entouré par les flots, aux côtés de sa cour et de diverses créatures qui, d'après les croyances mésopotamiennes, vivaient dans ces lieux souterrains. Ea est généralement représenté comme un homme barbu avec des eaux portant des poissons jaillissant par-dessus ses épaules. D'autres fois dans les périodes anciennes, il tient un vase aux eaux jaillissantes. Il est souvent associé à un animal mythologique, le « poisson-chèvre » (suḫurmāšu, ancêtre du capricorne), qui doit avoir un lien avec les eaux souterraines.
Cette fonction du dieu le relie donc à l'élément aqueux. Cela explique pourquoi son nom akkadien Ea était parfois interprété par ce qu'il signifiait en sumérien, « maison » (é) de l'« eau » (a). Cela lui donnait peut-être un aspect fertiliseur ou de pourvoyeur d'abondance, ce que figurent les eaux jaillissantes. En tout cas, il a été intégré dans le pays hittite au groupe des divinités des eaux, liées à l'irrigation, aux sources et aux autres points d'eau. Il en allait de même en Élam où il était rapproché du dieu Napirisha, figuré souvent comme un dieu tenant un vase aux eaux jaillissantes.

## Le dieu de la magie et des techniques
Ea est le « seigneur de la sagesse » (akkadien bēl uzni), terme d'acception large sous lequel il faut comprendre tous les savoir-faire et diverses facultés intellectuelles : il est donc le patron des artistes et artisans, mais aussi des savants et de la magie. 
Une de ses grandes fonctions est aussi d'être le maître de la magie et de l'exorcisme. Il est souvent invoqué dans des incantations. Ainsi, l'assyriologue Adam Falkenstein a identifié des rituels d'exorcisme de type « dialogue Marduk-Ea », qui se présentent sous la forme suivante : une première partie décrit l'état du patient atteint d'un mal, puis Marduk s'apitoie sur le sort de celui-ci et demande de l'aide à son père Ea qui lui révèle le rituel à suivre,. En attribuant une origine divine au rituel de guérison, on pense lui conférer une efficacité maximale. Selon A. Zgoll, Enki/Ea serait plus spécifiquement le dieu de la sagesse des rituels, créateur et maître des rituels, pas seulement exorcistiques. Ainsi, dans la Genèse d'Eridu, il prévient le héros Ziusudra de l'imminence du déluge qui va ravager l'humanité en créant le premier rêve prémonitoire, et donc l'oniromancie.
La mythologie mésopotamienne lui attribue la détention de me, sortes d'archétypes des savoirs propres à la civilisation. Le mythe des Sept Sages rapporté par le prêtre Bérose au IIIe siècle av. J.-C. raconte comment des génies civilisateurs furent envoyés par Ea pour apporter les savoirs aux humains.
Un texte de l'époque d'Ur III mentionne aussi Enki-geshkinti, « Enki l'artisan », peut-être un aspect du dieu en tant que patron des artisans.

## Un dieu rusé et sage
Il est souvent présenté comme le plus rusé des dieux, celui qui trouve les solutions aux problèmes les plus graves, quitte à duper les autres : dans la Descente d'Inanna aux Enfers, il contribue au retour de la déesse à la surface de la Terre en préparant un piège pour la déesse infernale Ereshkigal qui la retient ; dans Atrahasis, il vient au secours des grands dieux faisant face à la révolte des petits dieux en imaginant la création des humains ; puis il les dupe plus tard en sauvant les humains du Déluge par l'intermédiaire de son interlocuteur favori à qui il ordonne de construire l'arche qui le sauvera ; cela se retrouve dans l'Épopée de Gilgamesh qui présente une variante du mythe du Déluge. Dans Enuma Elish, la ruse d'Ea lui permet d'abattre lui-même Apsû, l'ancêtre des dieux qui menaçait ses descendants (et d'en revêtir ses attributs, ce qui est une explication tardive de la fonction de maître de l'Abîme qu'a Ea), avant de mettre en avant son fils Marduk pour vaincre Tiamat, la déesse-mère qui veut venger Apsu. À plusieurs reprises il remporte des combats intellectuels, notamment dans Enki et Ninmah où il trouve des fonctions à tous les humains déformés que crée Ninmah. Dans le Mythe d'Adapa, il vient diverses fois en aide au personnage éponyme de l'œuvre, son serviteur Adapa, pour lui permettre de survivre à la colère divine qu'il a entraîné en brisant les ailes de l'oiseau du vent du sud. Mais dans une ultime supercherie il trompe Adapa en l'empêchant d'accéder à la divinité pour qu'il reste à son service. Cette facette rusée voire farceuse du dieu a été comparée à la figure du « fripon » (trickster) présent dans différentes mythologies. Sa seule aventure malheureuse est relatée dans le mythe Inanna et Enki, dans lequel la déesse Inanna/Ishtar parvient à lui enlever ses ME en l'incitant à boire au cours d'un banquet. Il n'empêche qu'au final, l'intelligence et la ruse d'Enki/Ea sont devenues un motif récurrent de la mythologie mésopotamienne, permettant de débloquer les situations les plus critiques au même titre que les exploits guerriers des dieux héros. 
Cet aspect s'est même exporté, puisqu'il se retrouve dans plusieurs récits du cycle hourrite de Kumarbi, où il apparaît à plusieurs reprises en tant que personnage secondaire mais ayant un rôle crucial dans l'évolution de l'intrigue, par exemple un passage dans lequel Ea fournit au dieu Teshub les armes pour vaincre le monstre Ullikumi. 
Aussi, quand dans la version du Déluge de l'Épopée de Gilgamesh, rédigée à une époque où ce rôle d'Ea est consacré, le grand dieu Enlil courroucé demande qui l'a trompé en permettant à des humains de survivre au cataclysme, son fils Ninurta lui répond l'évidence :

« Qui donc, hormis Ea, pouvait mener à bien une pareille opération, puisque Ea sait tout faire ? »

— Épopée de Gilgamesh, version ninivite, traduction de J. Bottéro.
Il ne faut cependant pas réduire l'aspect intelligent et sagace du dieu aux ruses et aux tromperies, puis qu'il apparaît aussi comme un dieu sage et avisé, associé à la bonne conduite telle qu'elle est connue par la littérature sapientiale mésopotamienne et proche-orientale.

## Un créateur et un ordonnateur

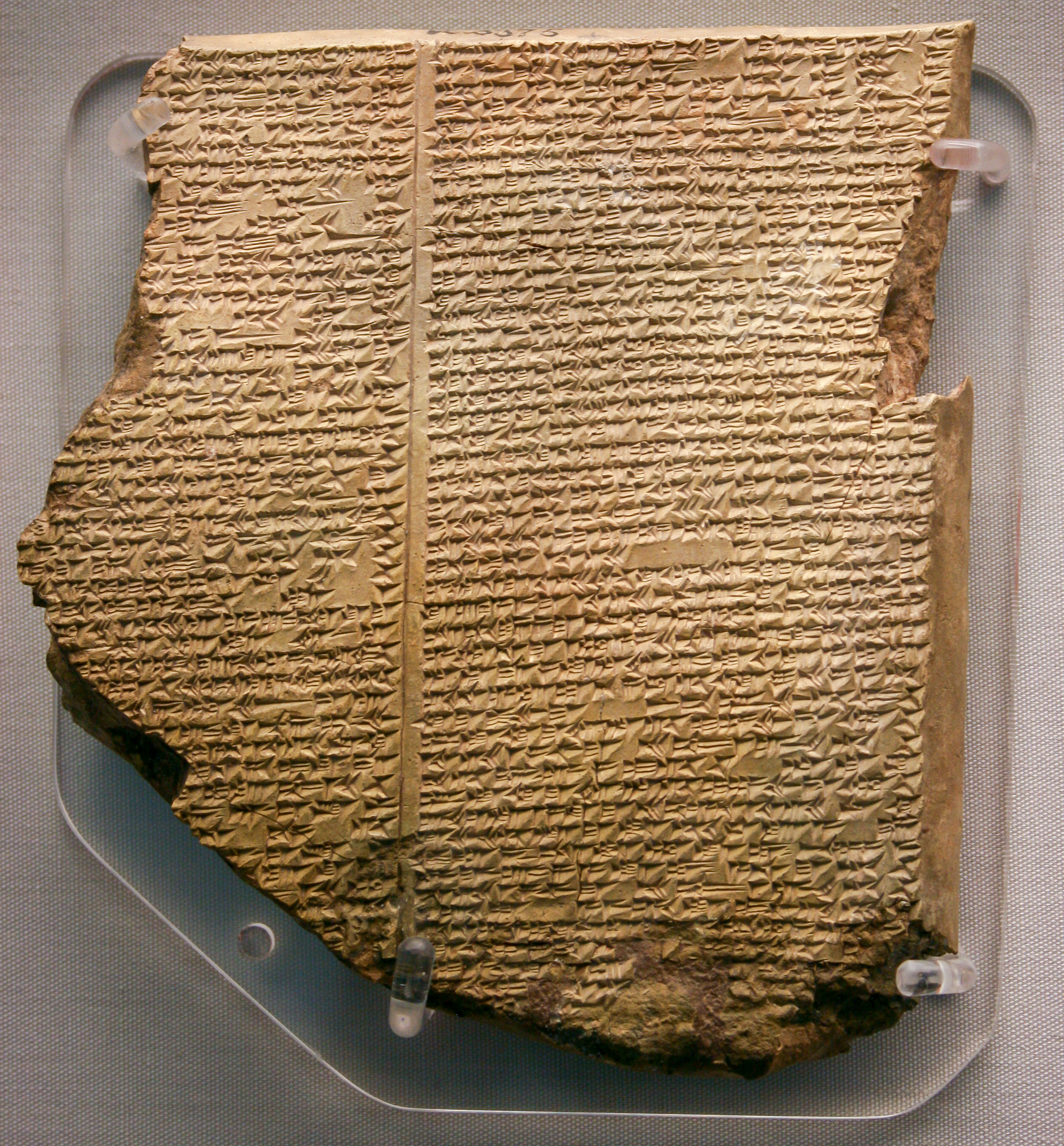
Tablette de lÉpopée de Gilgamesh relatant un des récits du Déluge mésopotamien, dans lequel Ea intervient pour assurer la survie de l'humanité.

La sagesse d'Ea, sa capacité à régler les problèmes les plus difficiles à surmonter, ainsi que sa maîtrise des arts et techniques les plus divers lui permettent d'agir en véritable démiurge. La combinaison de ses différents aspects le fait même apparaître comme le créateur par excellence.  
Il est souvent présenté comme un bâtisseur, par exemple dans des rituels de fondation hittites où il est invoqué. Dans la mythologie mésopotamienne et hourrite, il intervient à plusieurs reprises pour résoudre des problèmes par ses créations. C'est à lui que la tradition mésopotamienne attribue la création de l'être humain (dans Enki et Ninmah et Atrahasis ; aussi dans Enuma Elish, même si cela est décidé par son fils Marduk), pour aider les dieux ne souhaitant plus travailler en leur trouvant un substitut. Il est également celui qui résout ensuite le problème du surpeuplement lié à la croissance du nombre des humains : alors qu'Enlil furieux contre les humains déclenche le Déluge pour les exterminer (« Genèse d'Eridu », Atrahasis, Épopée de Gilgamesh), c'est Ea qui vient au secours du « Noé » mésopotamien pour le prévenir de l'imminence du désastre et l'instruit pour sauver les êtres vivants. Ensuite, il contribue à ramener Enlil à la raison et trouve la solution en abaissant l'espérance de vie des humains et en les exposant à des calamités limitant leur expansion.
Ea est donc un dieu ordonnateur, qui réorganise le monde pour le bien des dieux, tout en étant toujours bienveillant envers les humains, dont il reste particulièrement proche. Plusieurs mythes mettent en avant sa fonction d'ordonnateur. Enki et Ninhursag montre comment, perdu dans la contrée désolée de Dilmun (l'actuel Bahreïn), il féconde sa parèdre à plusieurs reprises, donnant naissance à des dieux transformant le lieu en pays de cocagne. Le mythe Enki et l'ordre du monde raconte comment le dieu organise tous les pays entourant la Mésopotamie au profit de celle-ci, leur affectant pour tâche de la pourvoir en diverses ressources. Le début est une glorification des qualités d'organisateur et de responsable de l'opulence du dieu :
D'un seul clin d'œil, Enki, tu bouleverses la Montagne

D'où proviennent [aurochs] et cerfs,

Sangliers et cochons sauvages !

Jusqu'aux […], aux prairies, aux précipices montueux,

Jusqu'aux cieux chatoyants et impénétrables,

Tu portes tes regards pareils à des roseaux !

C'est toi qui nombres les jours, mets en place les mois,

Parachèves les années,

Et quand [chacune] se clôt,

Exposes au Conseil [des dieux] ta décision exacte,

Et déclares, devant tous, ta sentence !

Ô vénérable Enki, le souverain de tous les hommes ensemble,

C'est toi !

À peine as-tu parlé, tout foisonne

Et l'opulence arrive sur terre !
— Enki et l'ordre du monde, traduction de J. Bottéro
Si on lit la mythologie sous un angle politique, Ea apparaît ainsi comme la facette « intelligente » du pouvoir. Il est le « vizir » du roi des dieux Enlil et des autres dieux, celui qui réfléchit aux solutions et qui met en ordre le monde à leur profit, agissant en véritable « intendant » du domaine divin qu'est la terre, attribuant les tâches aux dieux mineurs puis aux humains qui les servent. C'est grâce à ses décisions et ses actions si ces derniers peuvent accomplir leur devoir.

## Eridu, la ville d'Enki / Ea

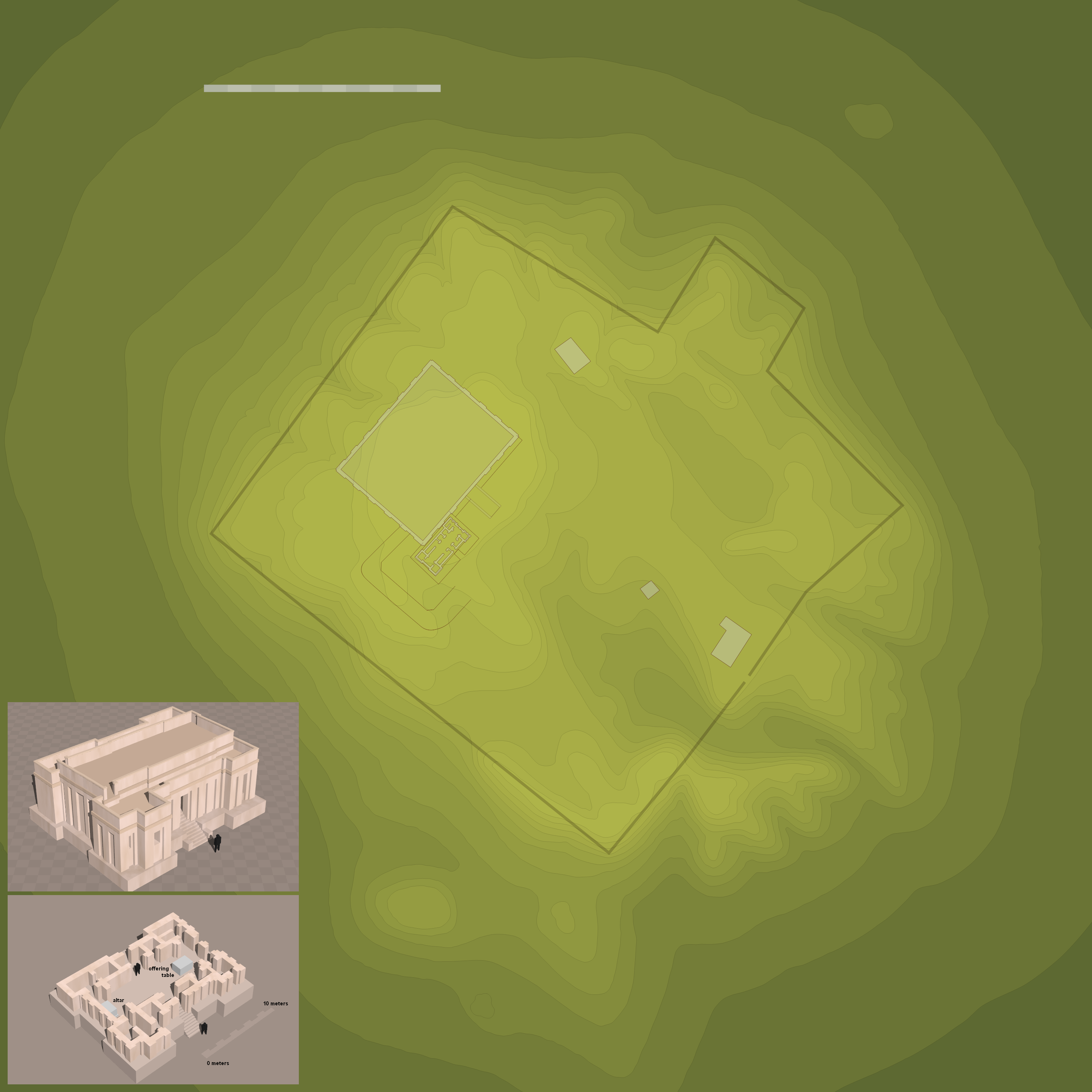
Plan de la zone sacrée d'Enki / Ea à Eridu (Abu Shahrain), avec son temple et sa ziggurat.

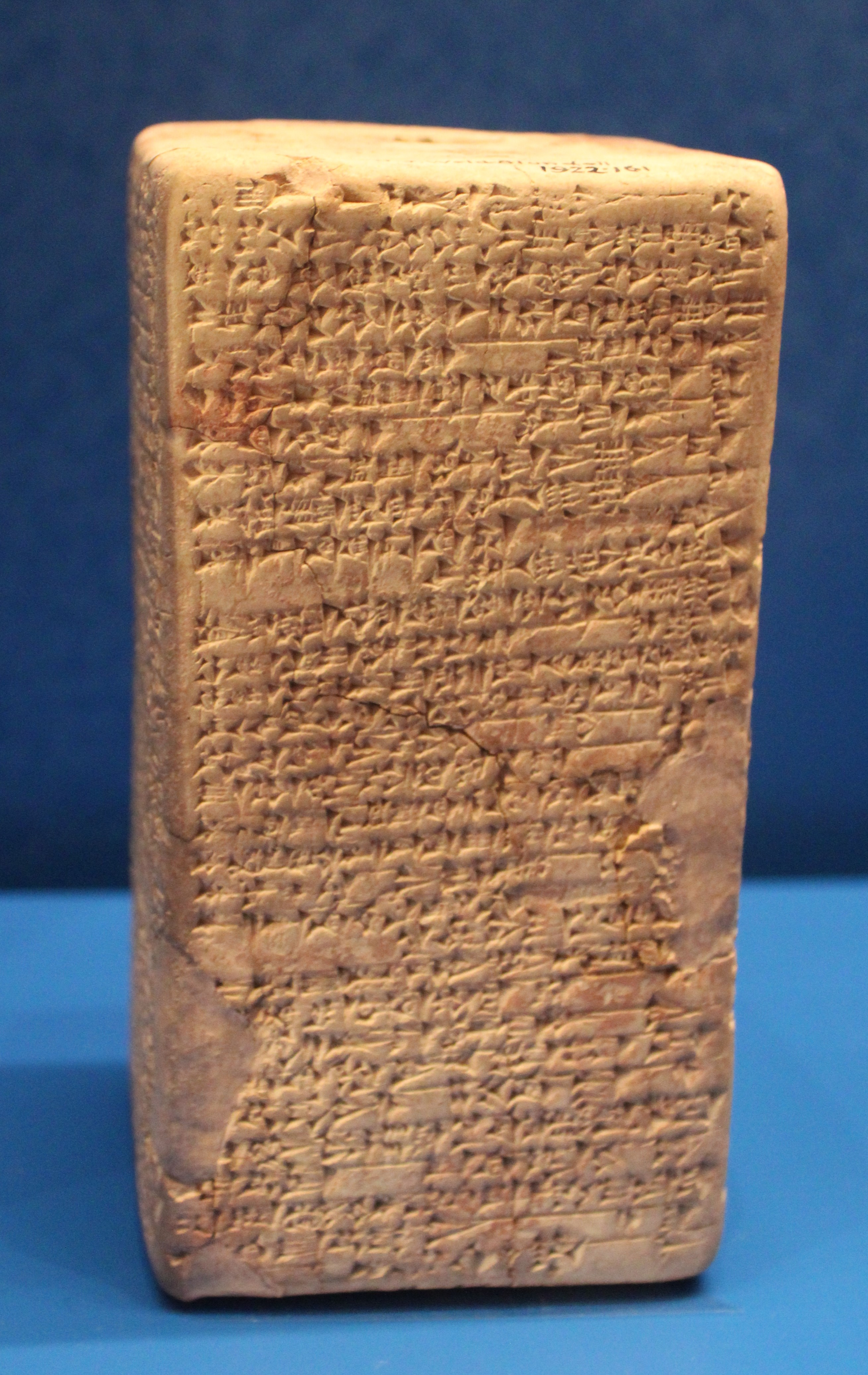
Prisme en argile sur lequel est inscrit un hymne en sumérien sur la construction du temple d'Enki à Eridu. Ashmolean Museum.

Étant une grande divinité mésopotamienne, Enki/Ea dispose de temples et chapelles dans plusieurs grandes villes de cette région : Ur, Uruk, Nippur, Babylone, Assur, etc., des fêtes et des rites en son honneur sont attestés par des tablettes d'Ebla, de Nippur, d'Emar. Mais son lieu de culte majeur était la ville d'Eridu (le site archéologique du tell Abu Shahrain), située au sud de Sumer près des rives du golfe Persique et au contact des zones marécageuses de l'extrême-sud mésopotamien dans l'Antiquité. S'y trouve son grand temple, l'É-Abzu (« Maison de l'Abîme ») ou l'É-Engur (« Maison de l'Engur », terme qui a la même signification qu'Abzu),.
Les fouilles ont révélé une impressionnante séquence de dix-huit niveaux archéologiques allant du début de la Période d'Obeid (c. 5000 av. J.-C.) jusqu'à la fin de la Période d'Uruk (c. 3000 av. J.-C.) durant lesquels plusieurs sanctuaires se succédèrent, en faisant le plus ancien édifice monumental connu au pays de Sumer. Cette ville passait d'ailleurs pour l'une des plus anciennes dans la tradition de ce pays. À la fin du IIIe millénaire av. J.-C., le roi Ur-Namma d'Ur restaure le complexe cultuel d'Enki / Ea, le dotant notamment d'une ziggurat, dont le dernier roi connu à l'avoir restauré est Nabuchodonosor II de Babylone au début du VIe siècle av. J.-C.. 
Le texte sumérien du Voyage d'Enki à Nippur est une célébration du temple d'Eridu, dont il raconte la construction faite par le dieu en personne, sans doute composée après la reconstruction du temple sous la troisième dynastie d'Ur et peut-être récitée lors de festivités :
En ce temps-là, quand les destins eurent été arrêtés,

Et qu'une année d'opulence, venue du ciel,

Se fut déployée ici-bas comme verdure et gazon,

Sire Enki, roi de l'Apsû,

Enki, le seigneur qui arrête les destins,

Se construisit un palais, d'argent et de lazulite

Argent et lazulite étincelants comme le jour !

Ce sanctuaire répandait la lisse en l'Apsû,

Et les frontons étincelants qui en saillaient

Se dressaient devant le seigneur Nudimmud.

Il l'édifia donc, d'argent adorné de lazulite

Et somptueusement rehaussé d'or.

[C'est] à Eridu, sur le littoral, [qu']il érigea ce palais

Dont les briques répercutaient l'écho de mille voix

Et dont les parois de roseaux mugissaient comme des bœufs !
— Enki à Nippur, traduction de J. Bottéro
Le culte d'Enki / Ea à Eridu n'est pas bien connu parce que cette ville n'a pas livré beaucoup de tablettes. Des informations appréciables proviennent d'Ur, où s'étaient exilés des membres du clergé d'Eridu au XVIIIe siècle av. J.-C. à la suite de l'abandon de leur cité d'origine. Ils officiaient dans le temple du grand dieu local Nanna mais y faisaient perdurer le culte de leur grand dieu suivant les traditions de leur cité d'origine. 
Le temple disposait d'un personnel cultuel spécialisé (purificateurs, chantres, devins, exorcistes). Le clergé d'Eridu est sans doute à l'origine de plusieurs des mythes et hymnes qui ont accompagné le succès d'Enki / Ea, qui forment un ensemble participant de ce qu'on appelle parfois « théologie d'Eridu ».